# Michał Lorenc
Pour les articles homonymes, voir Lorenc.
Michał Lorenc, né le 5 octobre 1955 à Varsovie, est un compositeur de musique de film polonais.

## Filmographie
- 2019 : Géométrie de la mort (série télévisée)
- 2018 : Inspection (Inspekcja) de Jacek Raginis Królikiewicz
- 2016 : Jan Masaryk, histoire d'une trahison (Masaryk) de Julius Ševčík
- 2016: Smolensk
- 2012 : Czarny czwartek
- 2010 : Les Vœux d'une jeune fille
- 2007 : Tout ira bien
- 2004 : La Passion du Christ - "Ave Maria" chanté dans le film par Olga Szyrowa (reprise de l'œuvre écrite à l'origine pour le film Prowokator en 1995)
- 2001 : Przedwiosnie
- 1999 : Je treba zabít Sekala
- 1997 : Bandyta[1]
- 1995 : Prowokator
- 1992 : Psy

## Récompenses
- Festival du film polonais de Gdynia
  - Prix de la meilleure musique en 2007 pour Tout ira bien
  - Prix de la meilleure musique en 2001 pour Przedwiosnie
  - Prix de la meilleure musique en 1997 pour Bandyta
  - Prix de la meilleure musique en 1995 pour Prowokator
  - Prix de la meilleure musique en 1992 pour Psy
- Polskie Nagrody Filmowe
  - Prix de la meilleure musique en 2012 pour Czarny czwartek
- Lion tchèque
  - Prix de la meilleure musique en 1999 pour Je treba zabít Sekala